# 通惠桥
通惠桥又名古关桥，位于山西省临汾市襄汾县古城镇京安村南与北街之间的豁都峪涧河上，建于明弘治五年（1492年），弘治十四年（1501）夏大水冲毁后修复。石拱桥5孔，长62米，宽7米。迎背水面有分水尖。桥南端有石狮二尊，北端刻“龙偃虹飞”、“柱流拱翠”字样。
1984年9月，通惠桥公布为襄汾县文物保护单位。